# 豪格 (明尼蘇達州)
豪格（英語：Haug）是位於美國明尼蘇達州羅索縣的一個非建制地區。

## 歷史
豪格的郵局於1897年成立，其後於1931年停運。此地得名自來自挪威的定居者西奧多·E·豪格（Theodore E. Haug）。

## 地理
豪格所處的海拔為高於海平面315米（即1033英呎），而該地所採用的時區為UTC-6，即北美中部時區（CST）。同時該地設有夏令時間，為UTC-6調快一小時，即UTC-5（CDT）。